# Olimpia Volley Ball Club Vercelli
L'Olimpia VBC Vercelli è stata una società pallavolistica maschile di Vercelli.

## Storia della società
Sorta nel 1943 per iniziativa di Nino Piacco, che fu tra i fondatori della FIPAV, dopo l'inglobamento della società Lega Navale, che terminò al secondo posto il campionato del 1948, l'Olimpia rappresentò per diversi anni la massima espressione della pallavolo piemontese; fece il suo esordio in Serie A nel 1954, per restarvi, con alterne fortune, fino al termine del campionato 1968-69. Tra i giocatori più famosi che vestirono la maglia dell'Olimpia Vercelli in quel periodo sono annoverati P. Guidetti, Giacomo Roveglia e Roberto Binaschi, che contano rispettivamente 35, 23 e 13 presenze in Nazionale.
Attualmente la società, sponsorizzata dalla Mokaor, milita in Serie C, e concentra particolarmente la sua attenzione sul settore giovanile.